# Рисовый пудинг
Рисовый пудинг — блюдо из риса, смешанного с водой или молоком, иногда с добавлением других ингредиентов. В различных случаях используется либо как десерт, либо как основное блюдо чаще всего на ужин. В качестве десерта обычно подают с сахаром или другим подсластителем.

## Рисовый пудинг в разных странах
Рисовый пудинг можно найти в культурах многих стран мира. Рецепты его приготовления могут быть разными даже в пределах одной страны. Этот десерт можно варить или запекать. Различные виды пудинга получаются из-за различий в методе приготовления, а также использования разных ингредиентов. Чаще всего в пудингах используют:
- рис;
- цельное молоко, кокосовое молоко, сливки или даже сгущёнку;
- специи: мускатный орех, корица, имбирь и другие;
- ароматизаторы: ваниль, апельсин, лимон, фисташки, розовую воду и другие;
- подсластители: сахар, мёд, сгущёнку, фрукты или сироп;
- яйца.

Ниже представлен список различных рисовых пудингов в разных странах.

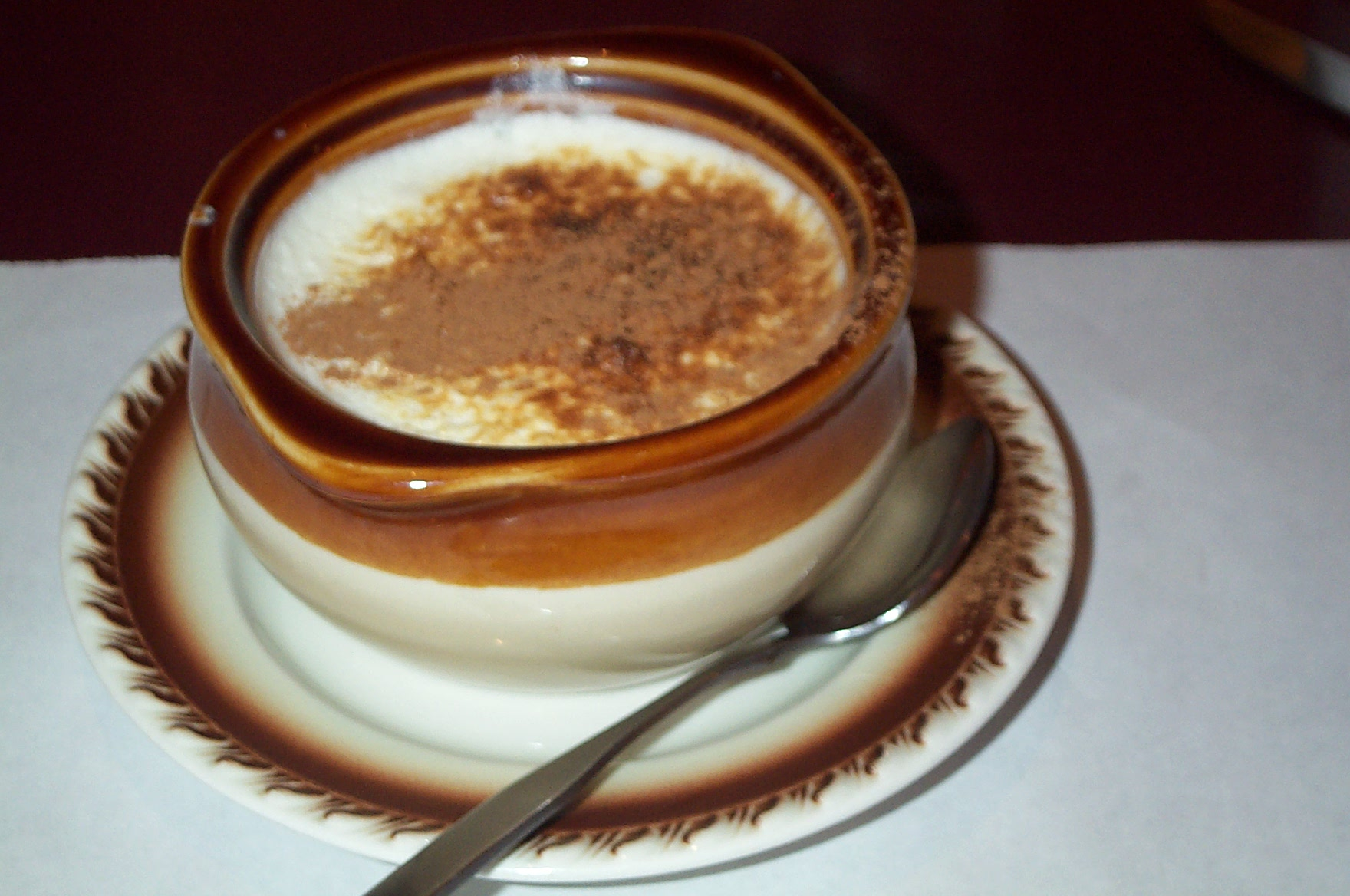

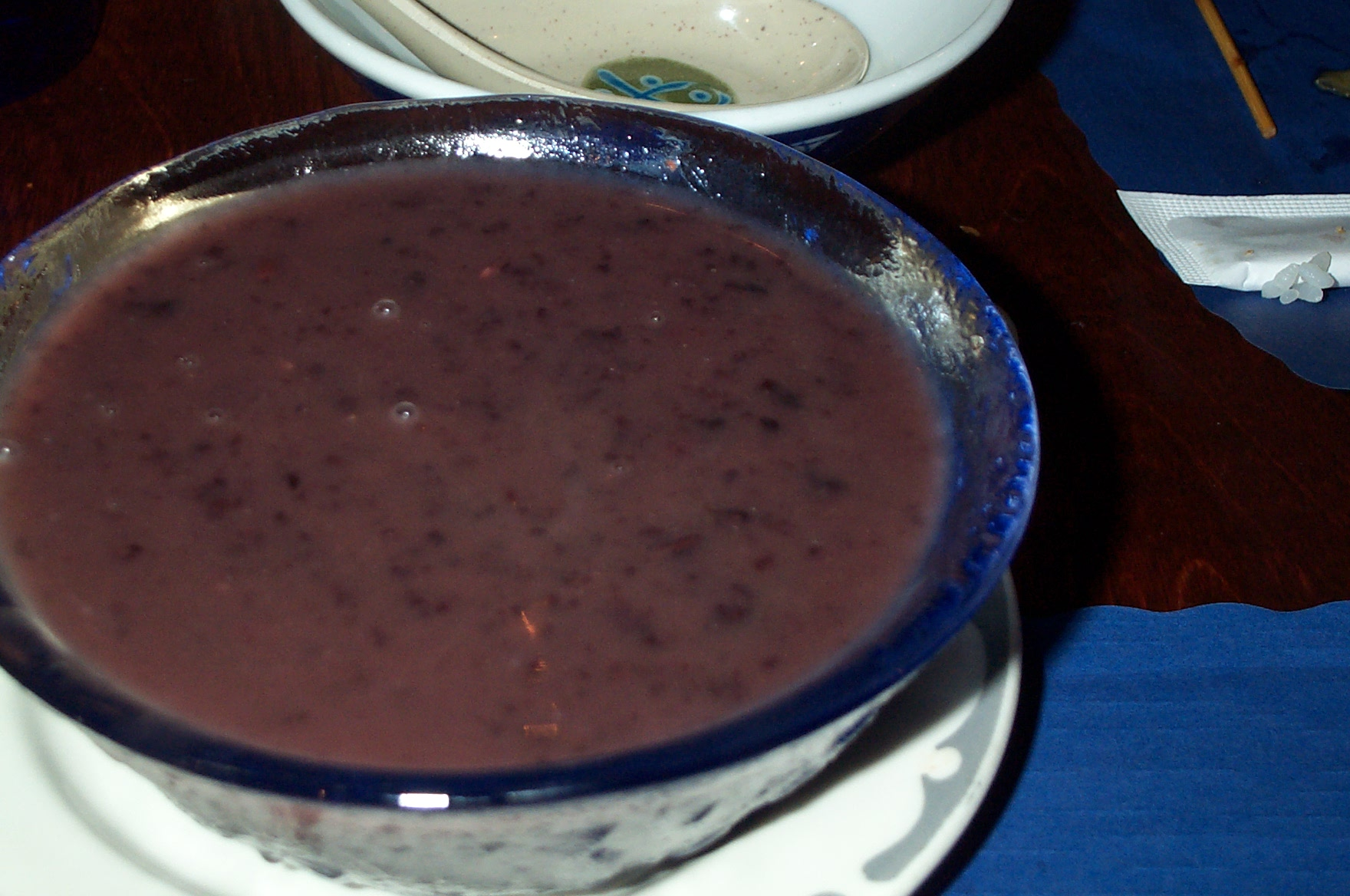
Пулут-хитам в малайзийском ресторане

### Азия
- Khao niao dam (тайск. ข้าวเหนียวดำ) — каша из чёрного риса;
- Cơm rượu — рисовый пудинг с добавлением дрожжей и рисового вина (вьетнамское);
- Банановый рисовый пудинг (камбоджийское);
- Пулут-хитам[англ.] (малайзийское/сингапурское) — каша из чёрного клейкого риса; в индонезийской кухне называется кетан-хитам;
- Чампорадо[англ.] (филиппинское) — шоколадный рисовый пудинг;
- Хир[англ.] — (индийское/непальское) с молоком, кипячёным на медленном огне; южноиндийская разновидность готовится с орехами и сахаром и называется «паясам»;
- Фирни (таджикское/Северная Индия) — молотый рис, кардамон и фисташки перетираются в пасту, которая подается холодной;
- Могли (арабское) — с анисом и имбирём;
- Риз-би-халиб (восточное) или ruz bil-laban (Египет), (букв. «рис с молоком») с розовой водой и иногда мастикой;
- Сутлиаш (Süŷtlaş) — туркменское, узбекское, казахское и киргизское блюдо из молока и белого риса, при подаче к столу на готовое блюдо выкладывают топлёное сливочное масло и сироп из сока дыни или арбуза.
- Шола-э-зард (таджикское, афганское и иранское) с шафраном;
- Шир-берендж (таджикское, афганское и иранское) — обычный рисовый пудинг;

Несмотря на обильное потребление риса, в японской и китайской кухнях нет блюд, похожих на рисовый пудинг, зато в этих странах делают сладкие лепёшки из рисовой муки.
В некоторых азиатских странах блюда, похожие на рисовый пудинг, называют сладкой рисовой кашей, так как в Восточной Азии термин пудинг иногда имеет значение крахмала или желатина.

### Канада и Соединённые Штаты
В Канаде и Соединенных Штатах, большинство рецептов произошли от европейских иммигрантов. Во второй половине XX века восточные и латиноамериканские рецепты также стали более распространенными. В регионе Новая Англия, например, рисовый пудинг готовится с применением длиннозернистого риса, молока, сахара или кленового сиропа. Эти ингредиенты могут быть объединены с мускатным орехом, корицей, изюмом. Пудинг обычно готовят сначала в пароварке, а затем немного «запекают» в духовке.

### Европа

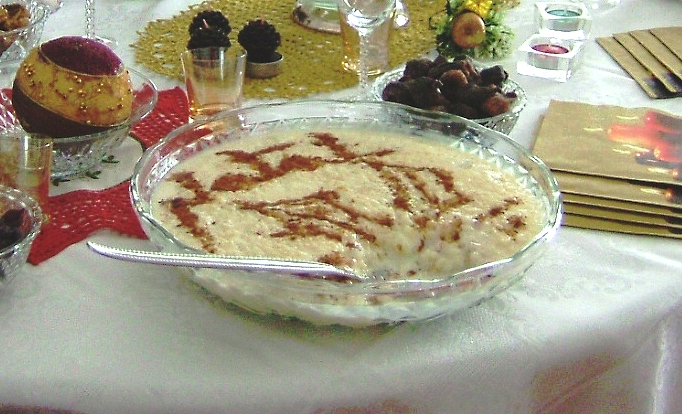
Arroz Doce на Рождество в Португалии

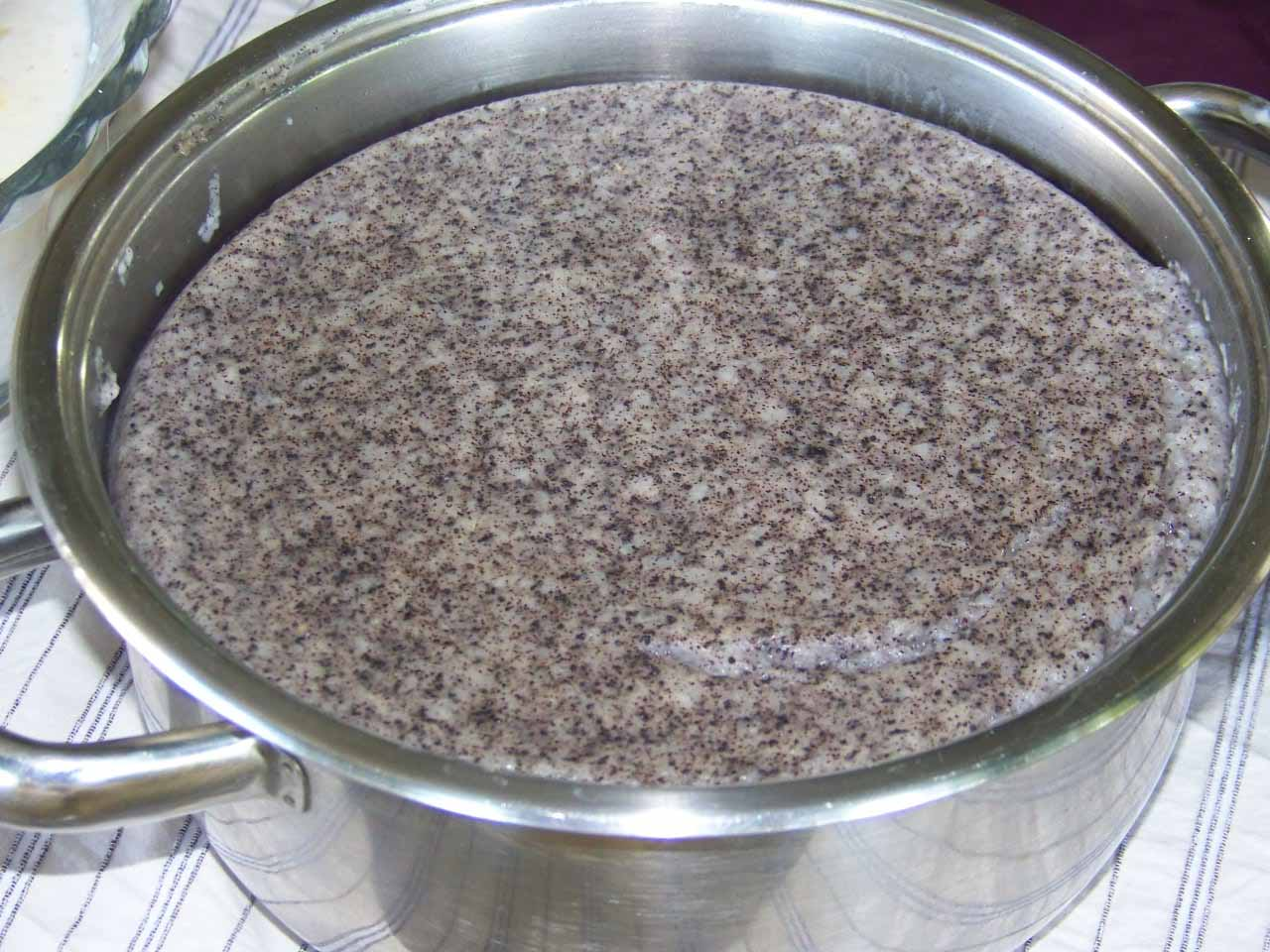
Lapa — обычный рисовый пудинг с чёрным маком в Северной Македонии

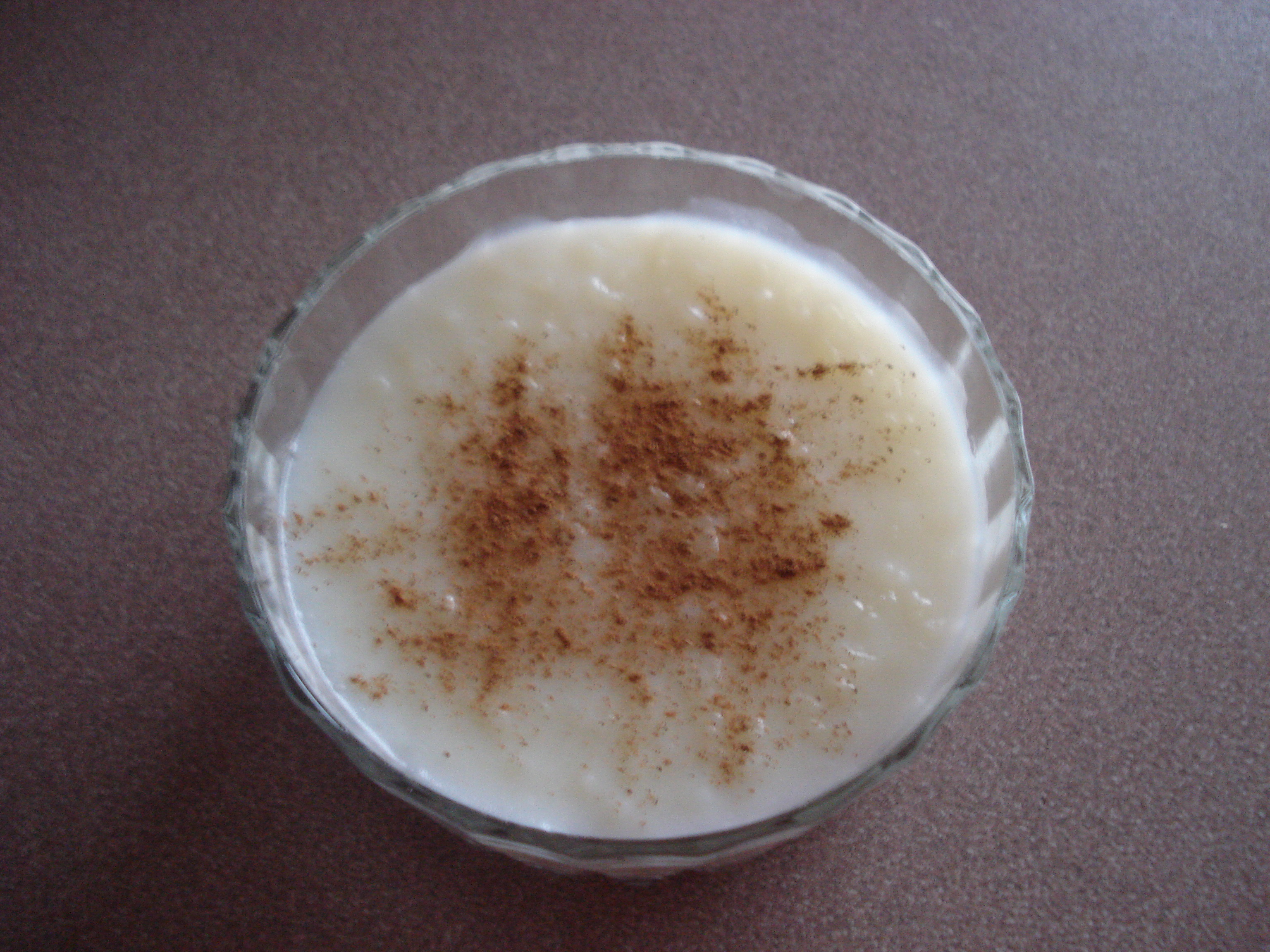
Сютлач — рисовый пудинг, традиционный десерт в Турции

- Sütlac (азербайджанское) — рис, молоко, иногда специи
- Arroz Doce, или Arroz de Leite (португальское) — рис, сахар, молоко, корица и лимон;
- Budino di Riso (итальянское) — с молоком, яйцами, изюмом и апельсиновой цедрой;
- Arroz con leche (испанское) — с молоком, сахаром, иногда с корицей и лимоном;
- Сутлијаш (македонское) — Лапа Audioо файле — рисовый пудинг с чёрным маком;
- Milchreis (немецкое) с корицей и вишней;
- Tejberizs (венгерское) с изюмом, корицей и порошком какао;
- Mlečni riž (словенское)
- Mliečna ryža (словацкое)
- Mляко с ориз (болгарское) с молоком и корицей;
- Orez cu lapte (румынское) с молоком и корицей;
- Rijstebrij (голландское) или Rijstpap (фламандское)
- Riskrem (норвежское) — рождественское блюдо;
- Rizogalo, или Ryzogalo (ρυζόγαλο 'рисовое молоко', греческое) с молоком и корицей[2];
- Сютлач (турецкое, sütlaç < sütlaş < sütlü aş 'рис с молоком'), подаётся как горячим, так и холодным. Может быть подслащён сахаром или бекмесом;
- Сутлијаш/Sutlijaš (сербское)
- Sutlija (боснийское)
- Riža na mlijeku (хорватское)
- Сутляш, или Мляко с ориз (болгарское)
- Sytl(i)jash (албанское)
- Oriz na vareniku (черногорское)
- Tameloriz (в районе Косово)
- Тергуль (нормандское)
- Tejberizs (венгерское) с молоком, корицей и какао;
- Молочная рисовая каша (русское)
- Молочна рисова каша (украинское), в рождественский период также «кутя», которая подаётся с сухофруктами и орехами;
- Risgrynsgröt (шведское), обычно зимнее блюдо;
- Risengrød (датское), подаётся со сливочным маслом, сахаром, корицей, тёмным фруктовым соком, обычно зимнее блюдо;
- Grjónagrautur (исландское), ежедневное блюдо, обычно с корицей, сахаром и изюмом.

### Северные страны
В северных странах рисовый пудинг является обычным блюдом для ужина, а иногда для завтрака. Его подают в теплом виде, а готовят из риса на молоке. При подаче блюда на стол, его обычно посыпают корицей, сахаром и небольшим количеством масла, и подают с молоком или фруктовым соком. В Исландии иногда подается с холодной slátur (кровяная колбаска).
Рисовая каша обычно используется в качестве основы для десерта из риса со сливками. Есть много различных вариантов этого десерта, но основой является одно: холодная рисовая каша, смешанная со взбитыми сливками с добавлением сахара. В Швеции такую разновидность рисового пудинга иногда смешивают с апельсинами, и называют apelsinris.
Risalamande (с датского — рис с миндалем) является разновидностью рисового пудинга со взбитыми сливками, ванилью, и нарезанным миндалем, часто подается с горячим или охлажденным вишневым или клубничным соусом.
В Норвегии десерт называется riskrem и обычно подается с соусом из клубники или малины.
В Скандинавии рисовый пудинг является частью Рождественского стола, где он упоминается как julegröt / julegrøt / julegrød / joulupuuro или tomtegröt / nissegrød.
В Финляндии традиционно готовится рождественский рисовый пудинг с соусом из чернослива.
Интересной рождественской традицией, связанной с рисовым пудингом в северных странах, является его приготовление с единственным целым миндалем. В Швеции и Финляндии поверье гласит, что тот, кто ест миндаль, получит удачу в следующем году.